# Canto de la Independencia
El Canto de la Independencia (en catalán Cant de la Independència) es una composición musicalizada por el cantautor Josep Meseguer sobre un himno escrito por Vicenç Albert Ballester i Camps, creador en 1908 de la Señera Estrellada, con arreglos musicales de Jordi Prades. Fue presentada oficialmente con la voz de Núria Inglès el 10 de septiembre de 2008 en el Fossar de les Moreres (Barcelona) por parte de la organización Catalunya Acció en homenaje a todos los patriotas catalanes, dentro los actos del Memorial en conmemoración del Día de la Resistencia.
El pareado del poema original de Vicenç Albert Ballester utilizado como estribillo fue cambiado en el segundo verso. Así, donde Ballester decía "volem per Catalunya la santa Independència" en el Cant de la Independencia se dice: "volem per Catalunya només la Independència". Asimismo fueron suprimidas las dos estrofas iniciales del poema. La segunda de ellas decía:

Un odi gloriós arrasa una muntanya.
El nostre odi tità contra la vil Espanya
és gegantesc i foll, és gran, diví, i sublim;
fins n'odiem el nom, el crit i la memoria,
les seves tradicions, la seva xorca historia
i àdhuc els seus fills propis nosaltres maleïm.
Un odio glorioso arrasa una montaña.
Nuestro odio titán contra la vil España
es gigantesco y loco, es grande, divino y sublime;
hasta odiamos su nombre, el grito y la memoria,
sus tradiciones, su estéril historia
e incluso a sus propios hijos nosotros maldecimos.

## Letra
| Texto original en catalán Estribillo: No pidolem lleis noves, ni demanem clemència; volem per Catalunya només la Independència. Ja és hora que la Pàtria, que el nostre cor adora, camini tota sola vers l'Ideal que enarbora bon punt vibri pels aires el crit de Via fora! i la bandera santa onegi a nostra vora. Finí el seu esclavatge la terra catalana; avui tota es redreça sentint-se sobirana, al cor anhels de vida, amb ànsies de victòria si cal als braços força per aixecar els fusells. Serem potents, i indòmits com vents desenfrenats. Que si morim, la glòria valdrà molt més que el viure. I si vivim veurem la Catalunya lliure formant en la sardana dels pobles alliberats. |